# Folkwännen
Folkwännen var en tidning avsedd för den finlandssvenska allmogen.
Tidningen tillkom 1861 i samband med den svenska nationalitetsrörelsens uppkomst. Tidningen hade närmast en pedagogisk funktion och utkom från 1883 till 1893 sex gånger i veckan. 
20 februari 1893 utgavs sista nummern av Folkwännen då den slogs samman med tidningen Aftonbladet (Helsingfors), och utkom mellan 1893 och 1895 som Helsingfors Aftonblad och fortsatte som Aftonposten till 1900. Tidningen indrogs 1900.

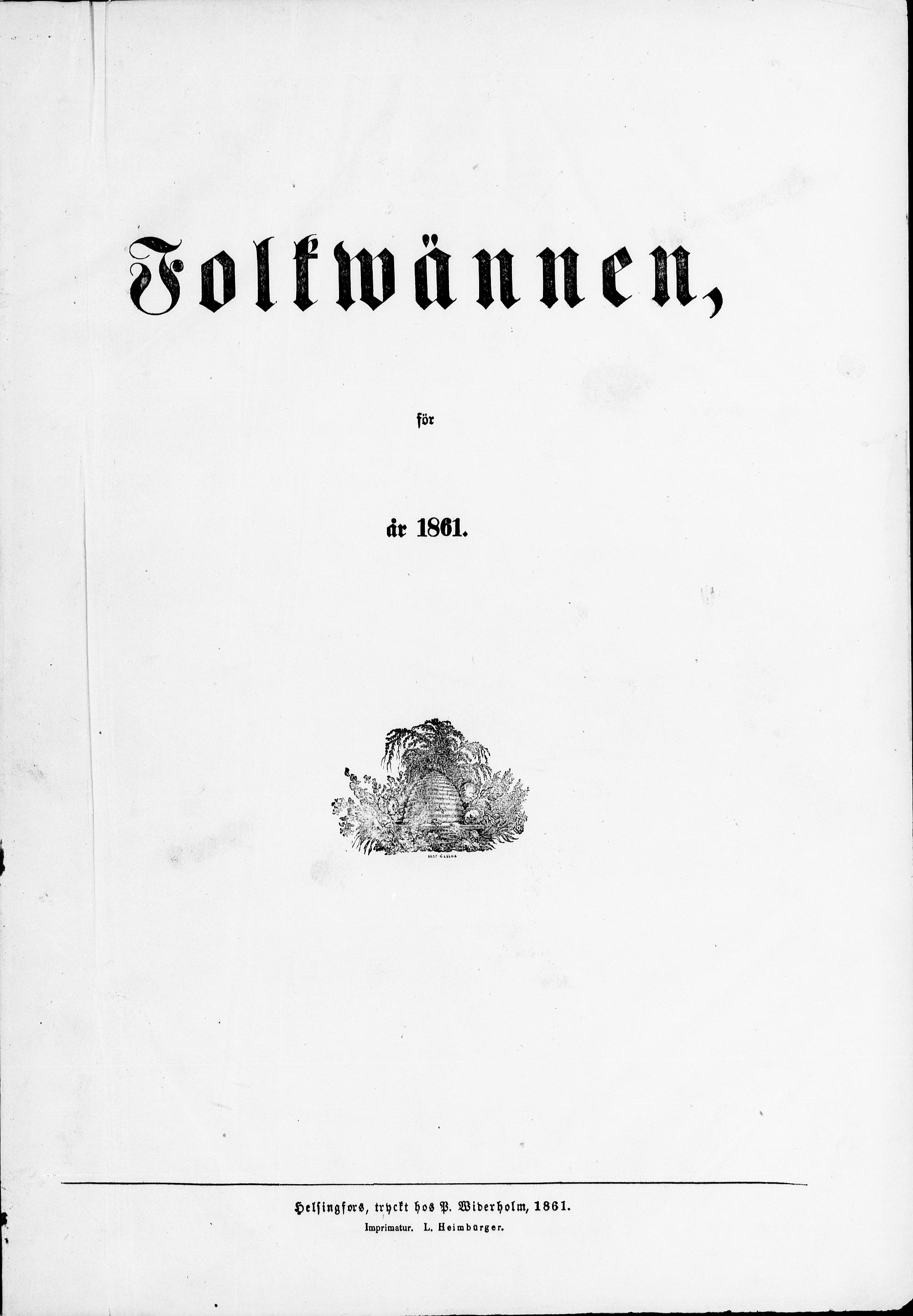
Folkwännen nr 1 1861